# Krura
Krura – drugi album studyjny black metalowego zespołu Black Horizonz. Został wydany 13 kwietnia 2010.

## Lista utworów
1. ”Vision - Act - Bleed” - 	00:33
2. ”Raw Transition Ritual” -	06:28
3. ”Blackheart Domain” -	04:09
4. ”Krura” 	- 03:27
5. ”Inner Tyrant” -	04:20
6. ”Eerie Ascent” -	04:17
7. untitled -	05:57
8. ”Cynic Exodus” -	04:26
9. ”Thelema” 	- 04:38

## Wykonawcy
- Reiner - gitara basowa
- Hacky - gitara
- Austi - wokal
- The Butcher - perkusja
- Henning Funke - gitara